# Campionato europeo maschile under 21 di calcio 1988
Il Campionato di calcio europeo Under-21 1988, 6ª edizione del Campionato europeo di calcio Under-21 organizzato dalla UEFA, si è svolto dal 16 febbraio al 12 ottobre 1988. Il torneo è stato vinto dalla Francia.
Le fasi di qualificazione hanno avuto luogo tra il 4 settembre 1986 e il 15 dicembre 1987 e hanno designato le otto nazionali finaliste che si sono affrontate in gare a eliminazione diretta con andata e ritorno.
La doppia finale si è disputata il 25 maggio e il 12 ottobre 1988 tra le formazioni della Francia e della Grecia.

## Qualificazioni

### Squadre qualificate
| Squadra        |
| -------------- |
| Cecoslovacchia |
| Francia        |
| Grecia         |
| Inghilterra    |
| Italia         |
| Paesi Bassi    |
| Scozia         |
| Spagna         |

## Fase finale
|  | Quarti di finale | Quarti di finale | Quarti di finale |         |         | Semifinali | Semifinali | Semifinali |  |  | Finale | Finale | Finale |
|  |                  |                  |                  |         |         |            |            |            |  |  |        |        |        |
|  |                  | Grecia           | 3                |         |         |            |            |            |  |  |        |        |        |
|  |                  | Cecoslovacchia   | 3                |         |         |            |            |            |  |  |        |        |        |
|  |                  | Cecoslovacchia   | 3                |         | Grecia  | 5          |            |            |  |  |        |        |        |
|  |                  |                  |                  |         | Grecia  | 5          |            |            |  |  |        |        |        |
|  |                  |                  | Paesi Bassi      | 2       |         |            |            |            |  |  |        |        |        |
|  |                  | Paesi Bassi      | Paesi Bassi      | 2       | 3       |            |            |            |  |  |        |        |        |
|  |                  | Paesi Bassi      |                  |         | 3       |            |            |            |  |  |        |        |        |
|  |                  | Spagna           | 1                |         |         |            |            |            |  |  |        |        |        |
|  |                  |                  |                  |         |         |            |            |            |  |  |        | Grecia | 0      |
|  |                  |                  |                  | Francia | 3       |            |            |            |  |  |        |        |        |
|  |                  | Francia          | 4                |         |         |            |            |            |  |  |        |        |        |
|  |                  | Italia           | 3                |         |         |            |            |            |  |  |        |        |        |
|  |                  | Italia           | 3                |         | Francia | 6          |            |            |  |  |        |        |        |
|  |                  |                  |                  |         | Francia | 6          |            |            |  |  |        |        |        |
|  |                  |                  | Inghilterra      | 4       |         |            |            |            |  |  |        |        |        |
|  |                  | Scozia           | Inghilterra      | 4       | 0       |            |            |            |  |  |        |        |        |
|  |                  | Scozia           |                  |         | 0       |            |            |            |  |  |        |        |        |
|  |                  | Inghilterra      | 2                |         |         |            |            |            |  |  |        |        |        |

### Quarti di finale

Il gol di Rizzitelli nel retour match tra Italia e Francia, 23 marzo 1988

Andata 16, 22 febbraio, 2 e 16 marzo, ritorno 22 e 23 marzo 1988.
| Squadra 1   | Totale      | Squadra 2      | Andata | Ritorno |
| ----------- | ----------- | -------------- | ------ | ------- |
| Grecia      | 3 - 3 (gfc) | Cecoslovacchia | 1 - 1  | 2 - 2   |
| Paesi Bassi | 3 - 1       | Spagna         | 2 - 1  | 1 - 0   |
| Francia     | 4 - 3       | Italia         | 2 - 1  | 2 - 2   |
| Scozia      | 0 - 2       | Inghilterra    | 0 - 1  | 0 - 1   |

#### Gara di andata
| Arbitro: | Bo Karlsson |

|  |           |            |
|  | Marcatori | 83’ Porter |

| Arbitro: | Lajos Németh |

|                       |           |             |
| Paille 81’ Sauzée 90’ | Marcatori | 51’ Maldini |

| Arbitro: | Ioan Igna |

|              |           |             |
| Borbokis 49’ | Marcatori | 65’ Němeček |

| Arbitro: | Renzo Peduzzi |

|  |           |                  |
|  | Marcatori | 89’ (rig.) Plomp |

#### Gara di ritorno
| Arbitro: | Karl-Heinz Tritschler |

|           |           |  |
| White 82’ | Marcatori |  |

| Arbitro: | Helmut Kohl |

|                           |           |                 |
| Rizzitelli 42’ Ciocci 63’ | Marcatori | 83’, 88’ Paille |

| Arbitro: | José dos Santos |

|                                   |           |                                 |
| Vakalopoulos 77’ (aut.) Litoš 84’ | Marcatori | 20’ Karasavvidis 86’ Kapouranis |

| Arbitro: | Einar Halle |

|                            |           |           |
| van Loen 100’ Viscaal 108’ | Marcatori | 40’ Loren |

### Semifinali
Andata 13 aprile, ritorno 27 aprile 1988.
| Squadra 1 | Totale | Squadra 2   | Andata | Ritorno |
| --------- | ------ | ----------- | ------ | ------- |
| Grecia    | 5 - 2  | Paesi Bassi | 5 - 0  | 0 - 2   |
| Francia   | 6 - 4  | Inghilterra | 4 - 2  | 2 - 2   |

#### Gara di andata
| Arbitro: | Klaus Peschel |

|                                                |           |  |
| Karasavvidis 10’, 41’, 73’, 85’ Ikonomidis 13’ | Marcatori |  |

| Arbitro: | Yusuf Namoğlu |

|                                              |           |                               |
| Angloma 23’ Cantona 49’ Dogon 78’ Paille 83’ | Marcatori | 40’ Parker 60’ (rig.) Stewart |

#### Gara di ritorno
| Arbitro: | Aron Schmidhuber |

|                         |           |  |
| Fraser 60’ Witschge 88’ | Marcatori |  |

| Arbitro: | Marcel Van Langenhove |

|                                   |           |                  |
| Gascoigne 5’ Silvestre 59’ (aut.) | Marcatori | 56’, 78’ Cantona |

### Finale
| Squadra 1 | Totale | Squadra 2 | Andata | Ritorno |
| --------- | ------ | --------- | ------ | ------- |
| Grecia    | 0 - 3  | Francia   | 0 - 0  | 0 - 3   |

#### Gara di andata
| Il Pireo 25 maggio 1988 | Grecia          | 0 – 0 referto | Francia | Karaiskakis Stadium (25.000 spett.)\| Arbitro: \| Ion Crăciunescu \| |
| Arbitro:                | Ion Crăciunescu |               |         |                                                                      |

#### Gara di ritorno
| Arbitro: | Kurt Röthlisberger |

|                             |           |  |
| Sauzée 8’ 55’ Silvestre 67’ | Marcatori |  |